# Balboa (Risaralda)
Balboa is een gemeente in het Colombiaanse departement Risaralda. De gemeente telt 6081 inwoners (2005). Balboa is gelegen op de oostelijke flank van de Cordillera Occidental, op een hoogte van ongeveer 1550 meter. Door de gemeente stromen de rivieren Cauca, Risaralda, Cañaveral, Monos en Totui.
Apía · Balboa · Belén de Umbría · Dosquebradas · Guática · La Celia · La Virginia · Marsella · Mistrató  · Pereira · Pueblo Rico · Quinchía · Santa Rosa de Cabal · Santuario